# فوییل (اکلاهما)
فوییل(به انگلیسی: Foyil) شهری در ایالت اکلاهما کشور ایالات متحده آمریکا است که جمعیت آن در سرشماری سال ۲۰۱۰ میلادی، ۳۴۴ نفر بوده‌است.